# Vjenceslav Topalović
Vjenceslav Topalović (Travnik, 17. travnja 1932.), hrvatski znanstvenik, istraživač i pisac hrvatske povijesti, prvenstveno recentne. Danas živi i radi u Zagrebu.

## Životopis
Rodio se u 1932. Travniku od oca Čedomila i majke Terezije rođ. Dörfler, u hrvatskoj građanskoj činovničkojo obitelji. Završio je pučku školu. Kao 12-godišnjak bio je s roditeljima na Bleiburgu te Križnom putu, od čega su njemu i obitelji ostala jeziva sjećanja. Djelimice ih je obradio u knjizi: Srednja Bosna-ne zaboravimo hrvatske žrtve: 1941. – 50./1991. – 95. Završio je srednje te više i visoko obrazovanje iz područja ekonomsko-pravne znanosti. Zatim je položio grupu pedagoških predmeta na Filozofskom fakultetu Sarajevskog sveučilišta i time stekao zvanje profesora. Na zagrebačkom je sveučilištu upisao i završio interdisciplinarni poslijediplomski studij društvenih znanosti sa summa cum laude za naslov magistra znanosti. Na istom Sveučilištu doktorirao je tezom Valorizacija kulturno-povijesnog blaga Bosne i Hercegovine u turističkim tokovima. Mentor mu je bio Antun Bauer.
Radio je punih 46 godina u kulturno-prosvjetnim ustanovama. Suosnivač je Zavičajnog muzeja u Travniku, gdje je radio na formiranju etnografske, povijesne, arheološke, etnološke i biološko-zoološke zbirke čime je ta ustanova postala jednom od najznačajnijih kulturnih ustanova u BiH, po važnosti odmah iza Zemaljskog muzeja u Sarajevu. Radio je na mjestu knjižničara, kustosa, višeg kustosa, kustosa savjetnika i većinom kao pomoćnik direktora i direktor Muzeja. Zalagao se za očuvanje i valorizaciju kulturno povijesnog blaga Travnika ali i čitave BiH. Kad je bio na mjestu direktora travničkog Zavičajnog muzeja, organizirao više stručnih sastanaka a i značajni simpozij na razini cijele Jugoslavije, sa sudionicima iz svih republika i pokrajina, radi boljeg upoznavanja te zaštite kulturno-povijesnog blaga BiH iz vremena Osmanlijskog Carstva s ciljem formiranja muzeja s predmetima i arhivskom građom iz tog perioda.
Suradnik na osnivanju Arhiva Srednje Bosne 1954. godine.
Potaknuo je obnovu rodne kuće nobelovca Ive Andrića. Kuća je poslije Andrićeve smrti 1975. god. postala Memorijalnim muzejem ovog nobelovca. Topalović se osobito založio neka interijer bude sasvim kao u vrijeme kad se Andrić rodio. Topalović se također zalagao neka se prikupi cjelokupna književna građa Ive Andrića, pa su tako skupljeni prijevodi Travničke kronike na gotovo svim europskim i svjetskim jezicima, kao engleskom, francuskom, njemačkom, talijanskom, španjolskom, portugalskom, japanskom, kineskom, mongolskom, arapskom i dr.
Predsjedavao je Muzejskim društvom BiH u dva mandata, kupno osam godina. Bio je predsjednik društva Muzeja i Galerija BiH kojemu je sjedište u Sarajevu. Predsjedavao je regionalnom kulturno-prosvjetnom zajednicom i bio je član sarajevskog sveučilišta.
Posljednje godine radnog staža proveo je na položaju Nacionalne i sveučilišne knjižnice u Sarajevu.
U HDZ BiH učlanio se početkom demokratskih procesa, 1990. godine, kad su komunisti još bili na vlasti. 1990. je godine predsjedavao obnoviteljskom skupštinom hrvatskoga kulturno-umjetničkog društva “Napredak“ podružnica Travnik te članom obnoviteljske skupštine Matice hrvatske, ogranak Travnik.
Sudionik obrane BiH od velikosrpske agresije. U ratu je bio u HOS-u i u vladi HVO. 
Podvrgnut je maltretiranju od oružanih snaga BiH, te tzv. domaćih mudžahedina. Tijekom jednog upada u stan on i sin Karlo su pretučeni, a stan demoliran i opljačkan. Zbog toga je napustio BiH poslije rata.

## Djela
Napisao je oko 350 stručnih članaka objavljenih u raznim publikacijama. Dvije knjige koje je objavio su Memorijalni muzej Ive Andrića u Travniku, objavljene u Travniku 1976. i Srednja Bosna - ne zaboravimo hrvatske žrtve: 1941. – 50./1991. – 95., objavljene u Zagrebu 2001. godine. Bio je glavnim i odgovornim urednikom u više od 30 knjiga.

## Nagrade
Muzejsko društvo BiH i Jugoslavije dodijelilo mu je više pismenih pohvala te dvije povelje za unapređenje muzejske djelatnosti.